# Taterillus congicus
Taterillus congicus är en däggdjursart som beskrevs av Thomas 1915. Taterillus congicus ingår i släktet Taterillus och familjen råttdjur. IUCN kategoriserar arten globalt som livskraftig. Inga underarter finns listade i Catalogue of Life.
Denna ökenråtta blir 86 till 174 mm lång (huvud och bål) och har en 130 till 195 mm lång svans. En tydlig gräns skiljer den bruna till rödbruna pälsen på ovansidan från den vita undersidan. Taterillus congicus har vita kinder och vita fläckar vid ögonen och öronen. Djuret har långa öron och långa smala bakfötter med sulor som vanligen är nakna. Hos några exemplar finns en strimma med vita hår bakom tårna på fötternas undersida. Gnagaren har en tofs av mörka långa hår vid svansens spets. Andra delar av svansen bär korta ljusa hår.
Arten förekommer i centrala Afrika och där främst i Centralafrikanska Republiken, i norra Kongo-Kinshasa, Sydsudan och Tchad. Habitatet utgörs av savanner, ibland med större trädansamlingar och anda öppna landskap mellan skogar.
Individerna lever på marken och de är nattaktiva. Taterillus congicus gräver underjordiska bon. Antalet ungar per kull är tre eller fyra.